# Wydział Budownictwa i Architektury Zachodniopomorskiego Uniwersytetu Technologicznego w Szczecinie

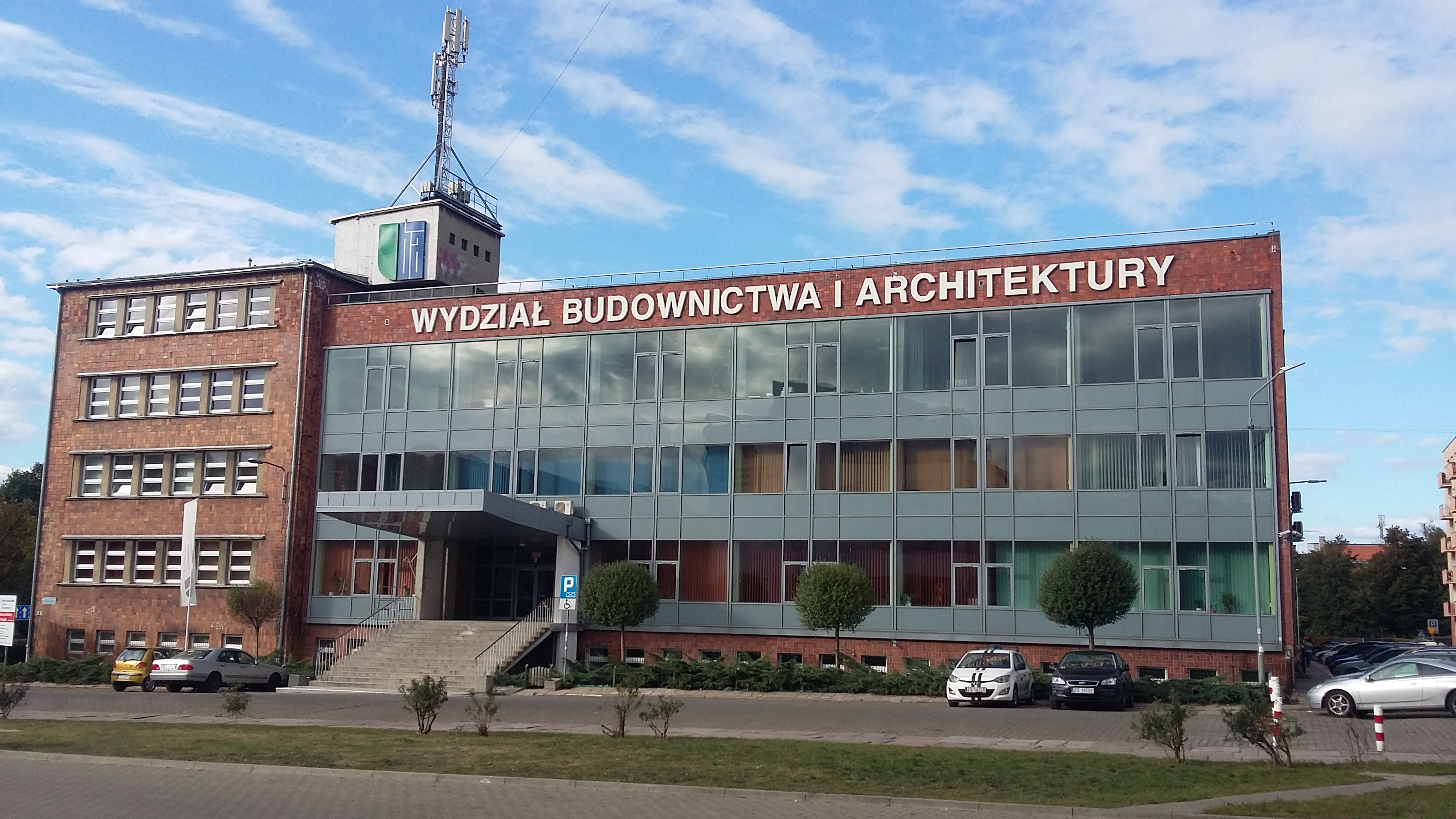
Elewacja budynku wydziałowego od strony ul. Władysława Łokietka

Wydział Budownictwa i Architektury ZUT – dawny wydział Zachodniopomorskiego Uniwersytetu Technologicznego w Szczecinie. Mieścił się w modernistycznym budynku o klinkierowej elewacji, wybudowanym na przełomie lat 20. i 30. XX w. dla Urzędu Pracy.
1 września 2020 r. został podzielony na Wydział Architektury oraz Wydział Budownictwa i Inżynierii Środowiska.

## Władze
- Dziekan: dr hab. inż. Maria Kaszyńska, prof. nadzw.
- Prodziekan ds. nauki i organizacji: prof. dr hab. inż. Ryszard Coufal
- Prodziekan ds. nauczania (architektura i urbanistyka, wzornictwo, pawio): dr inż. arch. Piotr Arlet
- Prodziekan ds. nauczania (budownictwo i inżynieria środowiska, studia stacjonarne): dr inż. Teresa Rucińska
- Prodziekan ds. nauczania (budownictwo – inżynier europejski, budownictwo i inżynieria środowiska – studia niestacjonarne): dr inż. Andrzej Pozlewicz

## Kierunki studiów
Kierunki studiów w roku akademickim 2018/2019:
Studia pierwszego stopnia
- stacjonarne:
  - architektura i urbanistyka
  - budownictwo
  - budownictwo – inżynier europejski
  - inżynieria środowiska
  - projektowanie architektury wnętrz i otoczenia
- niestacjonarne:
  - budownictwo

Studia drugiego stopnia
- stacjonarne:
  - architektura i urbanistyka
  - budownictwo
  - civil engineering
  - inżynieria środowiska
- niestacjonarne:
  - architektura i urbanistyka
  - budownictwo
  - inżynieria środowiska

Studia trzeciego stopnia
- stacjonarne:
  - architektura i urbanistyka
  - budownictwo
  - inżynieria środowiska

Studia podyplomowe
- niestacjonarne:
  - bezpieczeństwo i higiena pracy
  - inżynieria drogowa
  - melioracje wodne
  - modelowanie informacji oraz techniki CAD w budownictwie i architekturze

## Instytuty i katedry

### Katedra Projektowania Architektonicznego
- Zakład Architektury Użyteczności Publicznej
- Zakład Projektowania Zintegrowanego

### Katedra Urbanistyki i Planowania Przestrzennego
- Zakład Urbanistyki, Planowania Regionalnego i Zarządzania
- Zespół Cyberurbanistyki

### Katedra Historii i Teorii Architektury
- Zakład Teorii Architektury i Projektowania Wnętrz
- Zakład Historii Architektury i Konserwacji Zabytków

### Katedra Architektury Współczesnej, Teorii i Metodologii Projektowania
- Pracownia Komputerowa

### Katedra Budownictwa Wodnego
- Zakład Budownictwa Wodnego, Hydrauliki i Hydrologii
- Zakład Geodezji i Pomiarów Hydrograficznych
- Laboratorium Wodne

### Katedra Dróg i Mostów
- Laboratorium Drogowe

### Katedra Fizyki Budowli i Materiałów Budowlanych
- Katedra Geotechniki
- Zakład Mechaniki Gruntów i Fundamentowania
- Zakład Geologii Inżynierskiej i Hydrogeologii
- Pracownia Laboratoryjna

### Katedra Inżynierii Sanitarnej
- Zakład Wodociągów i Kanalizacji
- Zakład Technologii Wody, Ścieków i Odpadów

### Katedra Konstrukcji Żelbetowych i Technologii Betonu
- Laboratorium Konstrukcji Żelbetowych i Technologii Betonu
- Zakład Konstrukcji Żelbetowych
- Zakład Technologii Betonu

### Katedra Ogrzewnictwa, Wentylacji i Ciepłownictwa
Zakład Teorii Konstrukcji
- Zespół Dydaktyczny Mechaniki Budowli
- Zespół Dydaktyczny Konstrukcji Metalowych